# 100 najlepszych powieści kryminalnych wszech czasów
100 najlepszych powieści kryminalnych wszech czasów – opublikowana w 1990 roku lista powieści kryminalnych uznanych za najlepsze w historii przez Stowarzyszenie Pisarzy Literatury Kryminalnej (ang. Crime Writers’ Association, CWA). Pięć lat później Mystery Writers of America (MWA) opublikowało podobną listę. Obie listy w znacznym stopniu się pokrywają.

## 100 najlepszych powieści kryminalnych według CWA
| Nr  | Tytuł oryginalny                                               | Polski tytuł                                   | Autor                                   | Rok       |
| --- | -------------------------------------------------------------- | ---------------------------------------------- | --------------------------------------- | --------- |
| 1   | The Daughter of Time                                           | Córka czasu                                    | Josephine Tey                           | 1951      |
| 2   | The Big Sleep                                                  | Głęboki sen                                    | Raymond Chandler                        | 1939      |
| 3   | The Spy Who Came In From the Cold                              | Ze śmiertelnego zimna                          | John Carré                              | 1963      |
| 4   | Gaudy Night                                                    | Gaudy Night                                    | Dorothy L. Sayers                       | 1935      |
| 5   | The Murder of Roger Ackroyd                                    | Zabójstwo Rogera Ackroyda                      | Agatha Christie                         | 1926      |
| 6   | Rebecca                                                        | Rebeka                                         | Daphne Maurier                          | 1938      |
| 7   | Farewell My Lovely                                             | Żegnaj, laleczko                               | Raymond Chandler                        | 1940      |
| 8   | The Moonstone                                                  | Kamień Księżycowy                              | Wilkie Collins                          | 1868      |
| 9   | The IPCRESS File                                               | Towarzystwo prania mózgu                       | Len Deighton                            | 1962      |
| 10  | The Maltese Falcon                                             | Sokół maltański                                | Dashiell Hammett                        | 1930      |
| 11  | The Franchise Affair                                           | Zaginęła Betty Kane                            | Josephine Tey                           | 1948      |
| 12  | Last Seen Wearing...                                           | Last Seen Wearing...                           | Hillary Waugh                           | 1952      |
| 13  | Il nome della rosa                                             | Imię róży                                      | Umberto Eco                             | 1980      |
| 14  | Rogue Male                                                     | Rogue Male                                     | Geoffrey Household                      | 1939      |
| 15  | The Long Goodbye                                               | Długie pożegnanie                              | Raymond Chandler                        | 1953      |
| 16  | Malice Aforethought                                            | Z premedytacją                                 | Francis Iles                            | 1931      |
| 17  | The Day of the Jackal                                          | Dzień Szakala                                  | Frederick Forsyth                       | 1971      |
| 18  | The Nine Tailors                                               | The Nine Tailors                               | Dorothy L. Sayers                       | 1934      |
| 19  | Ten Little Niggers Ten Little Indians And Then There Were None | I nie było już nikogo                          | Agatha Christie                         | 1939      |
| 20  | The Thirty-Nine Steps                                          | 39 schodów                                     | John Buchan                             | 1915      |
| 21  | The Collected Sherlock Holmes Short Stories                    | Sherlock Holmes (opowiadania)                  | Arthur Conan Doyle                      | 1892–1927 |
| 22  | Murder Must Advertise                                          | Zbrodnia wymaga reklamy                        | Dorothy L. Sayers                       | 1933      |
| 23  | Tales of Mystery & Imagination                                 | (opowiadania)                                  | Edgar Allan Poe                         | 1852      |
| 24  | The Mask of Dimitrios A Coffin for Dimitrios                   | Maska Dimitriosa                               | Eric Ambler                             | 1939      |
| 25  | The Moving Toyshop                                             | The Moving Toyshop                             | Edmund Crispin                          | 1946      |
| 26  | The Tiger in the Smoke                                         | The Tiger in the Smoke                         | Margery Allingham                       | 1952      |
| 27  | The False Inspector Dew                                        | The False Inspector Dew                        | Peter Lovesey                           | 1982      |
| 28  | The Woman in White                                             | Kobieta w bieli                                | Wilkie Collins                          | 1860      |
| 29  | A Dark-Adapted Eye                                             | Skazana na pamięć                              | Ruth Rendell                            | 1986      |
| 30  | The Postman Always Rings Twice                                 | Listonosz zawsze dzwoni dwa razy               | James M. Cain                           | 1934      |
| 31  | The Glass Key                                                  | Szklany klucz                                  | Dashiell Hammett                        | 1931      |
| 32  | The Hound of the Baskervilles                                  | Pies Baskerville’ów                            | Arthur Conan Doyle                      | 1901–1902 |
| 33  | Tinker, Tailor, Soldier, Spy                                   | Druciarz, krawiec, żołnierz, szpieg            | John Carré                              | 1974      |
| 34  | Trent's Last Case                                              | Ostatnia sprawa Trenta                         | E.C. Bentley                            | 1913      |
| 35  | From Russia, with Love                                         | Pozdrowienia z Rosji                           | Ian Fleming                             | 1957      |
| 36  | Cop Hater                                                      | Cop Hater                                      | Evan Hunter                             | 1956      |
| 37  | The Dead of Jericho                                            | Śmierć w Jericho                               | Colin Dexter                            | 1981      |
| 38  | Strangers on a Train                                           | Znajomi z pociągu                              | Patricia Highsmith                      | 1950      |
| 39  | A Judgement in Stone                                           | Kamienny wyrok                                 | Ruth Rendell                            | 1977      |
| 40  | The Hollow Man The Three Coffins                               | The Hollow Man                                 | John Dickson Carr                       | 1935      |
| 41  | The Poisoned Chocolates Case                                   | Zatrute czekoladki                             | Anthony Berkeley                        | 1929      |
| 42  | A Morbid Taste for Bones                                       | Tajemnica świętych relikwii                    | Edith Pargeter                          | 1977      |
| 43  | The Leper of Saint Giles                                       | Trędowaty od św. Egidiusza                     | Edith Pargeter                          | 1981      |
| 44  | A Kiss Before Dying                                            | Pocałunek przed śmiercią                       | Ira Levin                               | 1953      |
| 45  | The Talented Mr. Ripley                                        | Utalentowany pan Ripley                        | Patricia Highsmith                      | 1955      |
| 46  | Brighton Rock                                                  | W Brighton                                     | Graham Greene                           | 1938      |
| 47  | The Lady in the Lake                                           | Tajemnica jeziora                              | Raymond Chandler                        | 1943      |
| 48  | Presumed Innocent                                              | Uznany za niewinnego                           | Scott Turow                             | 1987      |
| 49  | A Demon in My View                                             | Demon w mojej wyobraźni                        | Ruth Rendell                            | 1976      |
| 50  | The Devil in Velvet                                            | Diabeł w aksamitach                            | John Dickson Carr                       | 1951      |
| 51  | A Fatal Inversion                                              | A Fatal Inversion                              | Ruth Rendell                            | 1987      |
| 52  | The Journeying Boy The Case of the Journeying Boy              | The Journeying Boy                             | Michael Innes                           | 1949      |
| 53  | A Taste for Death                                              | Przedsmak śmierci                              | P.D. James                              | 1986      |
| 54  | The Eagle Has Landed                                           | Orzeł wylądował                                | Jack Higgins                            | 1975      |
| 55  | My Brother Michael                                             | My Brother Michael                             | Mary Stewart                            | 1960      |
| 56  | Bertie and the Tin Man                                         | Bertie and the Tin Man                         | Peter Lovesey                           | 1987      |
| 57  | Penny Black                                                    | Penny Black                                    | Susan Moody                             | 1984      |
| 58  | Game, Set & Match (Berlin Game, Mexico Set, London Match)      | Gem w Berlinie, Set w Meksyku, Mecz w Londynie | Len Deighton                            | 1984–1986 |
| 59  | The Danger                                                     | Zagrożenie                                     | Dick Francis                            | 1983      |
| 60  | Devices and Desires                                            | Intrygi i żądze                                | P.D. James                              | 1989      |
| 61  | Under World Underworld                                         | Under World                                    | Reginald Hill                           | 1988      |
| 62  | Nine Coaches Waiting                                           | Tajemnica zamku Valmy                          | Mary Stewart                            | 1958      |
| 63  | A Running Duck                                                 | A Running Duck                                 | Paula Gosling                           | 1978      |
| 64  | Smallbone Deceased                                             | Smallbone Deceased                             | Michael Gilbert                         | 1950      |
| 65  | The Rose of Tibet                                              | The Rose of Tibet                              | Lionel Davidson                         | 1962      |
| 66  | Innocent Blood                                                 | Niewinna krew                                  | P.D. James                              | 1980      |
| 67  | Strong Poison                                                  | Zjadliwa trucizna                              | Dorothy L. Sayers                       | 1930      |
| 68  | Hamlet, Revenge!                                               | Hamlet, Revenge!                               | Michael Innes                           | 1937      |
| 69  | A Thief of Time                                                | Hamlet, Revenge!                               | Tony Hillerman                          | 1989      |
| 70  | A Bullet in the Ballet                                         | A Bullet in the Ballet                         | Caryl Brahms & S.J. Simon               | 1937      |
| 71  | Deadheads                                                      | Ścięte głowy                                   | Reginald Hill                           | 1983      |
| 72  | The Third Man                                                  | Trzeci człowiek                                | Graham Greene                           | 1950      |
| 73  | The Labyrinth Makers                                           | The Labyrinth Makers                           | Anthony Price                           | 1974      |
| 74  | The Berlin Memorandum The Quiller Memorandum                   | The Berlin Memorandum                          | Trevor Dudley Smith                     | 1965      |
| 75  | Beast in View                                                  | Taka jak ona                                   | Margaret Millar                         | 1955      |
| 76  | The Shortest Way to Hades                                      | The Shortest Way to Hades                      | Sarah Caudwell                          | 1984      |
| 77  | Running Blind                                                  | Na oślep                                       | Desmond Bagley                          | 1970      |
| 78  | Twice Shy                                                      | Twice Shy                                      | Dick Francis                            | 1981      |
| 79  | The Manchurian Candidate                                       | Kandydat                                       | Richard Condon                          | 1959      |
| 80  | Killings at Badger’s Drift The Killings at Badger's Drift      | Zabójstwa w Badger's Drift                     | Caroline Graham                         | 1987      |
| 81  | The Beast Must Die                                             | Niech bestia zdycha                            | Cecil Day-Lewis (pseud. Nicholas Blake) | 1963      |
| 82  | Gorky Park                                                     | Park Gorkiego                                  | Martin Cruz Smith                       | 1981      |
| 83  | Death Comes as the End                                         | Zakończeniem jest śmierć                       | Agatha Christie                         | 1945      |
| 84  | Green for Danger                                               | Green for Danger                               | Christianna Brand                       | 1945      |
| 85  | Tragedy at Law                                                 | Tragedy at Law                                 | Cyril Hare                              | 1942      |
| 86  | The Collector                                                  | Kolekcjoner                                    | John Fowles                             | 1963      |
| 87  | Gideon’s Day Gideon of Scotland Yard                           | Gideon’s Day                                   | J.J. Marric                             | 1955      |
| 88  | The Sun Chemist                                                | The Sun Chemist                                | Lionel Davidson                         | 1976      |
| 89  | The Guns of Navarone                                           | Działa Nawarony                                | Alistair MacLean                        | 1957      |
| 90  | The Colour of Murder                                           | The Colour of Murder                           | Julian Symons                           | 1957      |
| 91  | Greenmantle                                                    | Greenmantle                                    | John Buchan                             | 1916      |
| 92  | The Riddle of the Sands                                        | Zagadka piaszczystych ławic                    | Erskine Childers                        | 1903      |
| 93  | Wobble to Death                                                | Wobble to Death                                | Peter Lovesey                           | 1970      |
| 94  | Red Harvest                                                    | Krwawe żniwo                                   | Dashiell Hammett                        | 1929      |
| 95  | The Key to Rebecca                                             | Klucz do Rebeki                                | Ken Follett                             | 1980      |
| 96  | Sadie When She Died                                            | Sadie When She Died                            | Evan Hunter                             | 1972      |
| 97  | The Murder of the Maharajah                                    | The Murder of the Maharajah                    | H.R.F. Keating                          | 1980      |
| 98  | What Bloody Man Is That?                                       | What Bloody Man Is That?                       | Simon Brett                             | 1987      |
| 99  | Shooting Script                                                | Shooting Script                                | Gavin Lyall                             | 1966      |
| 100 | The Four Just Men                                              | Zemsta Sprawiedliwych                          | Edgar Wallace                           | 1906      |

## 100 najlepszych powieści kryminalnych według MWA
| Nr  | Tytuł oryginalny                                               | Polski tytuł                               | Autor                    | Rok       | CWA   | Ranga  |
| --- | -------------------------------------------------------------- | ------------------------------------------ | ------------------------ | --------- | ----- | ------ |
| 1   | The Complete Sherlock Holmes                                   | Sherlock Holmes (opowiadania i 4 powieści) | Arthur Conan Doyle       | 1887–1927 | T · N | 21, 32 |
| 2   | The Maltese Falcon                                             | Sokół maltański                            | Dashiell Hammett         | 1930      | T     | 10     |
| 3   | Tales of Mystery & Imagination                                 | (opowiadania)                              | Edgar Allan Poe          | 1852      | T     | 23     |
| 4   | The Daughter of Time                                           | Córka czasu                                | Josephine Tey            | 1951      | T     | 1      |
| 5   | Presumed Innocent                                              | Uznany za niewinnego                       | Scott Turow              | 1987      | T     | 48     |
| 6   | The Spy Who Came In From the Cold                              | Ze śmiertelnego zimna                      | John Carré               | 1963      | T     | 3      |
| 7   | The Moonstone                                                  | Kamień Księżycowy                          | Wilkie Collins           | 1868      | T     | 8      |
| 8   | The Big Sleep                                                  | Głęboki sen                                | Raymond Chandler         | 1939      | T     | 2      |
| 9   | Rebecca                                                        | Rebeka                                     | Daphne Maurier           | 1938      | T     | 6      |
| 10  | Ten Little Niggers Ten Little Indians And Then There Were None | I nie było już nikogo                      | Agatha Christie          | 1939      | T     | 19     |
| 11  | Anatomy of a Murder                                            | Anatomy of a Murder                        | Robert Traver            | 1958      | N     |        |
| 12  | The Murder of Roger Ackroyd                                    | Zabójstwo Rogera Ackroyda                  | Agatha Christie          | 1926      | T     | 5      |
| 13  | The Long Goodbye                                               | Długie pożegnanie                          | Raymond Chandler         | 1953      | T     | 15     |
| 14  | The Postman Always Rings Twice                                 | Listonosz zawsze dzwoni dwa razy           | James M. Cain            | 1934      | T     | 30     |
| 15  | The Godfather                                                  | Ojciec chrzestny                           | Mario Puzo               | 1969      | N     |        |
| 16  | The Silence of the Lambs                                       | Milczenie owiec                            | Thomas Harris            | 1988      | N     |        |
| 17  | The Mask of Dimitrios A Coffin for Dimitrios                   | Maska Dimitriosa                           | Eric Ambler              | 1939      | T     | 24     |
| 18  | Gaudy Night                                                    | Gaudy Night                                | Dorothy L. Sayers        | 1935      | T     | 4      |
| 19  | Witness for the Prosecution                                    | Świadek oskarżenia (sztuka teatralna)      | Agatha Christie          | 1948      | N     |        |
| 20  | The Day of the Jackal                                          | Dzień Szakala                              | Frederick Forsyth        | 1971      | T     | 17     |
| 21  | Farewell My Lovely                                             | Żegnaj, laleczko                           | Raymond Chandler         | 1940      | T     | 7      |
| 22  | The Thirty-Nine Steps                                          | 39 schodów                                 | John Buchan              | 1915      | T     | 20     |
| 23  | Il nome della rosa                                             | Imię róży                                  | Umberto Eco              | 1980      | T     | 13     |
| 24  | Преступление и наказание                                       | Zbrodnia i kara                            | Fiodor Dostojewski       | 1866      | N     |        |
| 25  | Storm Island Eye of the Needle                                 | Igła                                       | Ken Follett              | 1978      | N     |        |
| 26  | Rumpole of the Bailey                                          | Rumpole z Old Bailey                       | John Mortimer            | 1978      | N     |        |
| 27  | Red Dragon                                                     | Czerwony smok                              | Thomas Harris            | 1981      | N     |        |
| 28  | The Nine Tailors                                               | The Nine Tailors                           | Dorothy L. Sayers        | 1934      | T     | 18     |
| 29  | Fletch                                                         | Fletch                                     | Gregory Mcdonald         | 1974      | N     |        |
| 30  | Tinker, Tailor, Soldier, Spy                                   | Druciarz, krawiec, żołnierz, szpieg        | John Carré               | 1974      | T     | 33     |
| 31  | The Thin Man                                                   | Papierowy człowiek                         | Dashiell Hammett         | 1934      | N     |        |
| 32  | The Woman in White                                             | Kobieta w bieli                            | Wilkie Collins           | 1860      | T     | 28     |
| 33  | Trent's Last Case                                              | Ostatnia sprawa Trenta                     | E.C. Bentley             | 1913      | T     | 34     |
| 34  | Double Indemnity                                               | Podwójne odszkodowanie                     | James M. Cain            | 1943      | N     |        |
| 35  | Gorky Park                                                     | Park Gorkiego                              | Martin Cruz Smith        | 1981      | T     | 82     |
| 36  | Strong Poison                                                  | Zjadliwa trucizna                          | Dorothy L. Sayers        | 1930      | T     | 67     |
| 37  | Dance Hall of the Dead                                         | Tam, gdzie tańczą umarli                   | Tony Hillerman           | 1973      | N     |        |
| 38  | The Hot Rock                                                   | The Hot Rock                               | Donald Edwin Westlake    | 1970      | N     |        |
| 39  | Red Harvest                                                    | Krwawe żniwo                               | Dashiell Hammett         | 1929      | T     | 94     |
| 40  | The Circular Staircase                                         | Kręcone schody                             | Mary Rinehart            | 1908      | N     |        |
| 41  | Murder on the Orient Express                                   | Morderstwo w Orient Expressie              | Agatha Christie          | 1934      | N     |        |
| 42  | The Firm                                                       | Firma                                      | John Grisham             | 1991      | N     |        |
| 43  | The IPCRESS File                                               | Towarzystwo prania mózgu                   | Len Deighton             | 1962      | T     | 9      |
| 44  | Laura                                                          | Laura                                      | Vera Caspary             | 1942      | N     |        |
| 45  | I, the Jury                                                    | Ja jestem sądem                            | Mickey Spillane          | 1947      | N     |        |
| 46  | Den skrattande polisen                                         | Śmiejący się policjant                     | Sjöwall i Wahlöö         | 1968      | N     |        |
| 47  | Bank Shot                                                      | Bank Shot                                  | Donald Edwin Westlake    | 1972      | N     |        |
| 48  | The Third Man                                                  | Trzeci człowiek                            | Graham Greene            | 1950      | T     | 72     |
| 49  | The Killer Inside Me                                           | Morderca we mnie                           | Jim Thompson             | 1952      | N     |        |
| 50  | Where Are the Children?                                        | Where Are the Children?                    | Mary Higgins Clark       | 1975      | N     |        |
| 51  | „A” is for Alibi                                               | A jak alibi                                | Sue Grafton              | 1982      | N     |        |
| 52  | The First Deadly Sin                                           | Pierwszy grzech główny                     | Lawrence Sanders         | 1973      | N     |        |
| 53  | A Thief of Time                                                | A Thief of Time                            | Tony Hillerman           | 1989      | T     | 69     |
| 54  | In Cold Blood                                                  | Z zimną krwią                              | Truman Capote            | 1966      | N     |        |
| 55  | Rogue Male                                                     | Rogue Male                                 | Geoffrey Household       | 1939      | T     | 14     |
| 56  | Murder Must Advertise                                          | Zbrodnia wymaga reklamy                    | Dorothy L. Sayers        | 1933      | T     | 22     |
| 57  | The Innocence of Father Brown                                  | Niewinność ojca Browna                     | G.K. Chesterton          | 1911      | N     |        |
| 58  | Smiley’s People                                                | Ludzie Smileya                             | John Carré               | 1979      | N     |        |
| 59  | The Lady in the Lake                                           | Tajemnica jeziora                          | Raymond Chandler         | 1943      | T     | 47     |
| 60  | To Kill a Mockingbird                                          | Zabić drozda                               | Harper Lee               | 1960      | N     |        |
| 61  | Our Man in Havana                                              | Nasz człowiek w Hawanie                    | Graham Greene            | 1958      | N     |        |
| 62  | The Mystery of Edwin Drood                                     | Tajemnica Edwina Drooda                    | Charles Dickens          | 1870      | N     |        |
| 63  | Wobble to Death                                                | Wobble to Death                            | Peter Lovesey            | 1970      | T     | 93     |
| 64  | Ashenden                                                       | Ashenden, czyli brytyjski agent            | William Somerset Maugham | 1928      | N     |        |
| 65  | The Seven Per-Cent Solution                                    | The Seven Per-Cent Solution                | Nicholas Meyer           | 1974      | N     |        |
| 66  | The Doorbell Rang                                              | The Doorbell Rang                          | Rex Stout                | 1965      | N     |        |
| 67  | Stick                                                          | Stick                                      | Elmore Leonard           | 1983      | N     |        |
| 68  | The Little Drummer Girl                                        | Mała doboszka                              | John Carré               | 1983      | N     |        |
| 69  | Brighton Rock                                                  | W Brighton                                 | Graham Greene            | 1938      | T     | 46     |
| 70  | Dracula                                                        | Drakula                                    | Bram Stoker              | 1897      | N     |        |
| 71  | The Talented Mr. Ripley                                        | Utalentowany pan Ripley                    | Patricia Highsmith       | 1955      | T     | 45     |
| 72  | The Moving Toyshop                                             | The Moving Toyshop                         | Edmund Crispin           | 1946      | T     | 25     |
| 73  | A Time to Kill                                                 | Czas zabijania                             | John Grisham             | 1989      | N     |        |
| 74  | Last Seen Wearing...                                           | Last Seen Wearing...                       | Hillary Waugh            | 1952      | T     | 12     |
| 75  | Little Caesar                                                  | Little Caesar                              | W.R. Burnett             | 1929      | N     |        |
| 76  | The Friends of Eddie Coyle                                     | The Friends of Eddie Coyle                 | George V. Higgins        | 1972      | N     |        |
| 77  | Clouds of Witness                                              | Zastępy świadków                           | Dorothy L. Sayers        | 1927      | N     |        |
| 78  | From Russia, with Love                                         | Pozdrowienia z Rosji                       | Ian Fleming              | 1957      | T     | 35     |
| 79  | Beast in View                                                  | Taka jak ona                               | Margaret Millar          | 1955      | T     | 75     |
| 80  | Smallbone Deceased                                             | Smallbone Deceased                         | Michael Gilbert          | 1950      | T     | 64     |
| 81  | The Franchise Affair                                           | Zaginęła Betty Kane                        | Josephine Tey            | 1948      | T     | 11     |
| 82  | Crocodile on the Sandbank                                      | Crocodile on the Sandbank                  | Elizabeth Peters         | 1975      | N     |        |
| 83  | Shroud for a Nightingale                                       | Całun dla pielęgniarki                     | P.D. James               | 1971      | N     |        |
| 84  | The Hunt for Red October                                       | Polowanie na Czerwony Październik          | Tom Clancy               | 1984      | N     |        |
| 85  | Chinaman's Chance                                              | Chinaman's Chance                          | Ross Thomas              | 1978      | N     |        |
| 86  | The Secret Agent                                               | Tajny agent                                | Joseph Conrad            | 1907      | N     |        |
| 87  | The Dreadful Lemon Sky                                         | The Dreadful Lemon Sky                     | John D. MacDonald        | 1975      | N     |        |
| 88  | The Glass Key                                                  | Szklany klucz                              | Dashiell Hammett         | 1931      | T     | 31     |
| 89  | A Judgement in Stone                                           | Kamienny wyrok                             | Ruth Rendell             | 1977      | T     | 39     |
| 90  | Brat Farrar                                                    | Bartłomiej Farrar                          | Josephine Tey            | 1950      | N     |        |
| 91  | The Chill                                                      | Chłód                                      | Ross Macdonald           | 1963      | N     |        |
| 92  | Devil in a Blue Dress                                          | Śmierć w błękitnej sukience                | Walter Mosley            | 1990      | N     |        |
| 93  | The Choirboys                                                  | The Choirboys                              | Joseph Wambaugh          | 1975      | N     |        |
| 94  | God Save the Mark                                              | God Save the Mark                          | Donald Edwin Westlake    | 1967      | N     |        |
| 95  | Home Sweet Homicide                                            | Róże pani Cherington                       | Craig Rice               | 1944      | N     |        |
| 96  | The Hollow Man The Three Coffins                               | The Hollow Man                             | John Dickson Carr        | 1935      | T     | 40     |
| 97  | Prizzi’s Honour Prizzi's Honor                                 | Honor Prizzich                             | Richard Condon           | 1982      | N     |        |
| 98  | The Steam Pig                                                  | The Steam Pig                              | James McClure            | 1974      | N     |        |
| 99  | Time and Again                                                 | Time and Again                             | Jack Finney              | 1970      | N     |        |
| 100 | A Morbid Taste for Bones                                       | Tajemnica świętych relikwii                | Edith Pargeter           | 1977      | T     | 42     |
| 100 | Rosemary’s Baby                                                | Dziecko Rosemary                           | Ira Levin                | 1967      | N     |        |